# Croton balsensis
Croton balsensis là một loài thực vật có hoa trong họ Đại kích. Loài này được V.W.Steinm. & Mart.Gord. mô tả khoa học đầu tiên năm 2007.